# Grand Prix (Festivalul Internațional de Film de la Cannes)
Grand Prix este un premiu decernat la Festivalul Internațional de Film de la Cannes acordat de juriul competiției unuia dintre filmele concurente. Este al doilea cel mai prestigios premiu al festivalului, după Palme d'Or.
Începând cu anul 1995, numele premiului este Grand Prix. Înainte a purtat două alte nume de la instituirea premiului în 1967: Grand Prix Spécial du Jury ("Marele Premiu Special al Juriului") (1967-1988) și Grand Prix du Jury ("Marele Premiu al Juriului") (1989-1994). A nu se confunda cu Grand Prix du Festival International du Film, care este numele precedent al actualului Palme d'Or.

## Filme câștigătoare

### Grand Prix Spécial du Jury (1967-1988)
| An   | Film                                                      | Nume original                                         | Regizor             | Țara              |
| ---- | --------------------------------------------------------- | ----------------------------------------------------- | ------------------- | ----------------- |
| 1967 | Accident                                                  |                                                       | Joseph Losey        | Marea Britanie    |
| 1967 | Am întâlnit țigani fericiți                               | Skupljači perja                                       | Aleksandar Petrović | Iugoslavia        |
| 1969 | Ådalen 31                                                 |                                                       | Bo Widerberg        | Suedia            |
| 1970 | Ancheta asupra unui cetățean mai presus de orice bănuială | Indagine su un cittadino al di sopra di ogni sospetto | Elio Petri          | Italia            |
| 1971 | Johnny Got His Gun                                        |                                                       | Dalton Trumbo       | Statele Unite     |
| 1971 | Desprinderea                                              | Taking Off                                            | Miloš Forman        | Statele Unite     |
| 1972 | Solaris                                                   | Солярис, Solyaris                                     | Andrei Tarkovski    | Uniunea Sovietică |
| 1973 | La Maman et la putain                                     |                                                       | Jean Eustache       | Franța            |
| 1974 | Floarea celor o mie și una de nopți                       | Il fiore delle Mille e una notte                      | Pier Paolo Pasolini | Italia            |
| 1975 | Kaspar Hauser                                             | Jeder für sich und Gott gegen alle                    | Werner Herzog       | RFG               |
| 1976 | Cría cuervos                                              |                                                       | Carlos Saura        | Spania            |
| 1976 | Marchiza von O                                            | Die Marquise von O...                                 | Éric Rohmer         | RFG / Franța      |
| 1978 | Strigătul                                                 | The Shout                                             | Jerzy Skolimowski   | Marea Britanie    |
| 1978 | Vis de maimuță                                            | Ciao maschio                                          | Marco Ferreri       | Italia            |
| 1979 | Siberiada                                                 | Сибириада, Sibiriada                                  | Andrei Koncealovski | Uniunea Sovietică |
| 1980 | Unchiul meu din America                                   | Mon oncle d'Amérique                                  | Alain Resnais       | Franța            |
| 1981 | Les Années lumière                                        |                                                       | Alain Tanner        | Franța / Elveția  |
| 1982 | Noapte Sf. Lorenzo                                        | La Notte di San Lorenzo                               | Frații Taviani      | Italia            |
| 1983 | Monty Python: Înțelesul vieții                            | Monty Python's The Meaning of Life                    | Terry Jones         | Marea Britanie    |
| 1984 | Jurnal pentru copiii mei                                  | Napló gyermekeimnek                                   | Márta Mészáros      | Ungaria           |
| 1985 | Birdy                                                     |                                                       | Alan Parker         | Marea Britanie    |
| 1986 | Sacrificiul                                               | Offret                                                | Andrei Tarkovski    | Uniunea Sovietică |
| 1987 | Căința                                                    | მონანიება, Monanieba                                  | Tengiz Abuladze     | Uniunea Sovietică |
| 1988 | A World Apart                                             |                                                       | Chris Menges        | Marea Britanie    |

### Grand Prix du Jury (1989-1994)
| An   | Film                     | Nume original                            | Regizor            | Țara         |
| ---- | ------------------------ | ---------------------------------------- | ------------------ | ------------ |
| 1989 | Cinema Paradiso          | Nuovo Cinema Paradiso                    | Giuseppe Tornatore | Italia       |
| 1989 | Trop belle pour toi      |                                          | Bertrand Blier     | Franța       |
| 1990 | Tilaï                    |                                          | Idrissa Ouedraogo  | Burkina Faso |
| 1990 | Shi no toge              |                                          | Kōhei Oguri        | Japonia      |
| 1991 | Frumoasa scandalagioaică | La Belle Noiseuse                        | Jacques Rivette    | Franța       |
| 1992 | Ladro di Bambini         |                                          | Gianni Amelio      | Italia       |
| 1993 | Faraway, So Close!       | In weiter Ferne, so nah!                 | Wim Wenders        | Germania     |
| 1994 | To Live                  | 活着, huó zhe                            | Zhang Yimou        | China        |
| 1994 | Soare înșelător          | Утомлённые солнцем, Utomlyonnye solntsem | Nikita Mihalkov    | Rusia        |

### Grand Prix (1995-prezent)
| An   | Film                     | Nume original             | Regizor           | Țara                      |
| ---- | ------------------------ | ------------------------- | ----------------- | ------------------------- |
| 1995 | Privirea lui Ulise       | To Vlemma tou Odyssea     | Theo Angelopoulos | Grecia                    |
| 1996 | Abisul sufletului        | Breaking the Waves        | Lars von Trier    | Danemarca                 |
| 1997 | Dulcea lume de după      | The Sweet Hereafter       | Atom Egoyan       | Canada                    |
| 1998 | Viața e frumoasă         | La vita è bella           | Roberto Benigni   | Italia                    |
| 1999 | L'humanité               |                           | Bruno Dumont      | Franța                    |
| 2000 | Devils on the Doorstep   | 鬼子来了                  | Jiang Wen         | China                     |
| 2001 | Pianista                 | La Pianiste               | Michael Haneke    | Austria / Franța          |
| 2002 | Omul fără trecut         | Mies vailla menneisyyttä  | Aki Kaurismäki    | Finlanda                  |
| 2003 | Uzak                     |                           | Nuri Bilge Ceylan | Turcia                    |
| 2004 | Oldboy                   | 올드보이                  | Park Chan-wook    | Coreea de Sud             |
| 2005 | Flori frânte             | Broken Flowers            | Jim Jarmusch      | Statele Unite             |
| 2006 | Flandres                 |                           | Bruno Dumont      | Franța                    |
| 2007 | Pădurea Mogari           | 殯の森, Mogari no Mori    | Naomi Kawase      | Japonia                   |
| 2008 | Gomora                   | Gomorra                   | Matteo Garrone    | Italia                    |
| 2009 | Un profet                | Un prophète               | Jacques Audiard   | Franța                    |
| 2010 | Oameni și Zei            | Des hommes et des dieux   | Xavier Beauvois   | Franța                    |
| 2011 | A fost odată în Anatolia | Bir Zamanlar Anadolu'da   | Nuri Bilge Ceylan | Turcia                    |
| 2011 | Băiatul cu bicicleta     | Le Gamin au vélo          | Frații Dardenne   | Belgia / Franța           |
| 2012 | Reality                  |                           | Matteo Garrone    | Italia                    |
| 2013 | Inside Llewyn Davis      |                           | Frații Coen       | Statele Unite             |
| 2014 | Minuni                   | Le meraviglie             | Alice Rohrwacher  | Italia                    |
| 2015 | Fiul lui Saul            | Saul fia                  | László Nemes      | Ungaria                   |
| 2016 | Doar sfârșitul lumii     | Juste la fin du monde     | Xavier Dolan      | Canada / Franța           |
| 2017 | 120 de bătăi pe minut    | 120 battements par minute | Robin Campillo    | Franța                    |
| 2018 | Agent provoKkKator       | BlacKkKlansman            | Spike Lee         | Statele Unite             |
| 2019 | Atlantics                | Atlantique                | Mati Diop         | Franța / Senegal / Belgia |

## Multiplii câștigători
- 2 trofee - Andrei Tarkovski (1972, 1986)
- 2 trofee - Bruno Dumont (1999, 2006)
- 2 trofee - Nuri Bilge Ceylan (2003, 2011)
- 2 trofee - Matteo Garrone (2008, 2012)